# 효충사
효충사(孝忠祠)는 대한민국 충청북도 청주시 흥덕구에 있다. 2015년 4월 17일 청주시의 향토유적 제83호로 지정되었다.

## 개요
한양조씨 조순생, 조명, 조강의 위패를 봉안하기 위해 세운 사당이다.